# Boeing 747 bij Nederlandse luchtvaartmaatschappijen
De Boeing 747 was jarenlang het vlaggenschip van twee Nederlandse luchtvaartmaatschappijen, KLM en Martinair. Martinair Cargo dat deel uitmaakt van de KLM-groep, verzorgt de vluchtuitvoering met de laatste vier 747's die Schiphol nog als thuisbasis hebben. Martinair Cargo least hiervoor drie Jumbo's van KLM, de vierde is in eigendom.

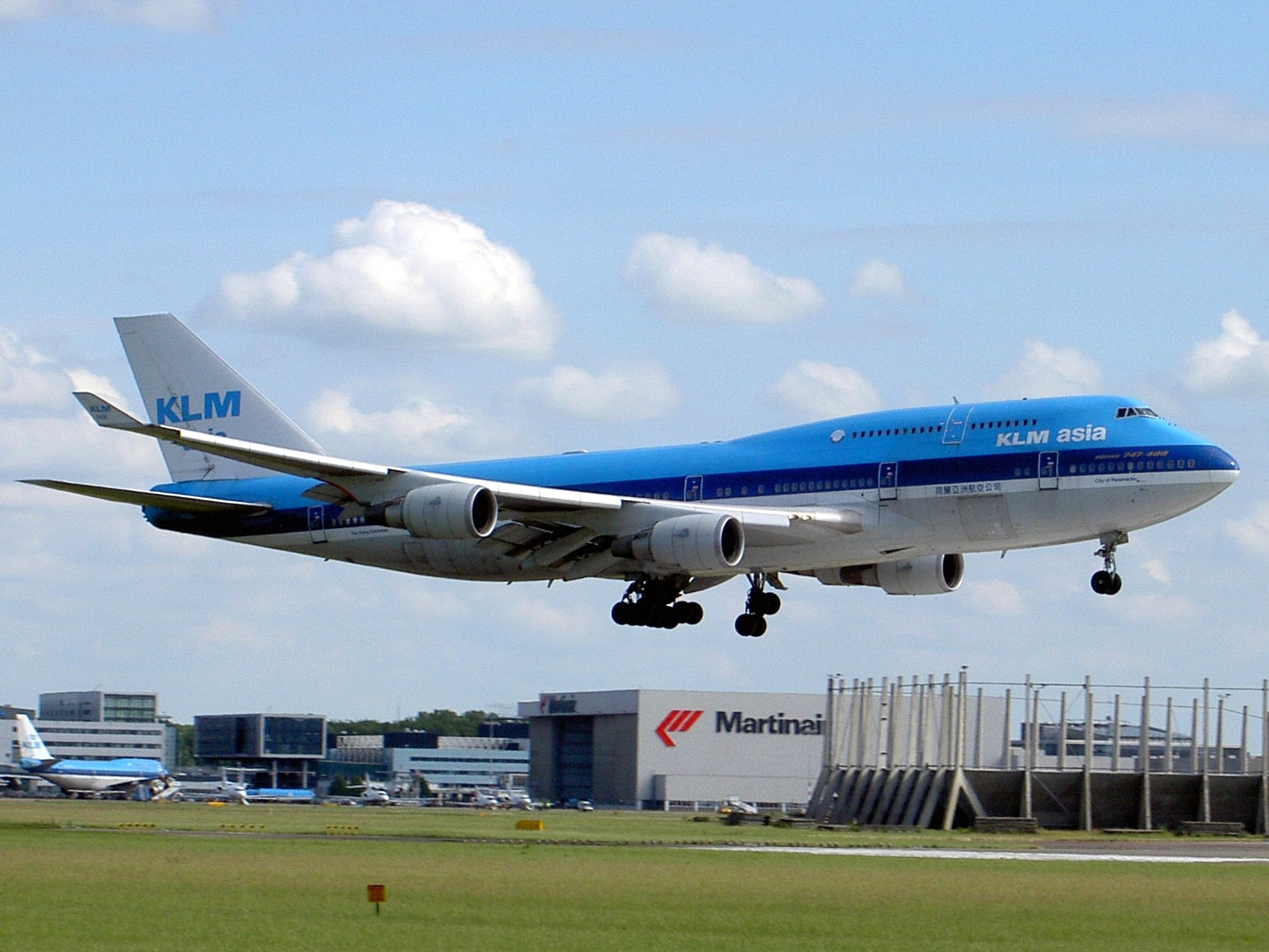
Boeing 747-400 van KLM

## KLM
In de ruim 100 jarige geschiedenis van KLM maakte de Boeing 747 'Jumbo Jet' bijna vijftig jaar deel uit van haar vloot. De airline vloog met verschillende varianten. 

### Geschiedenis

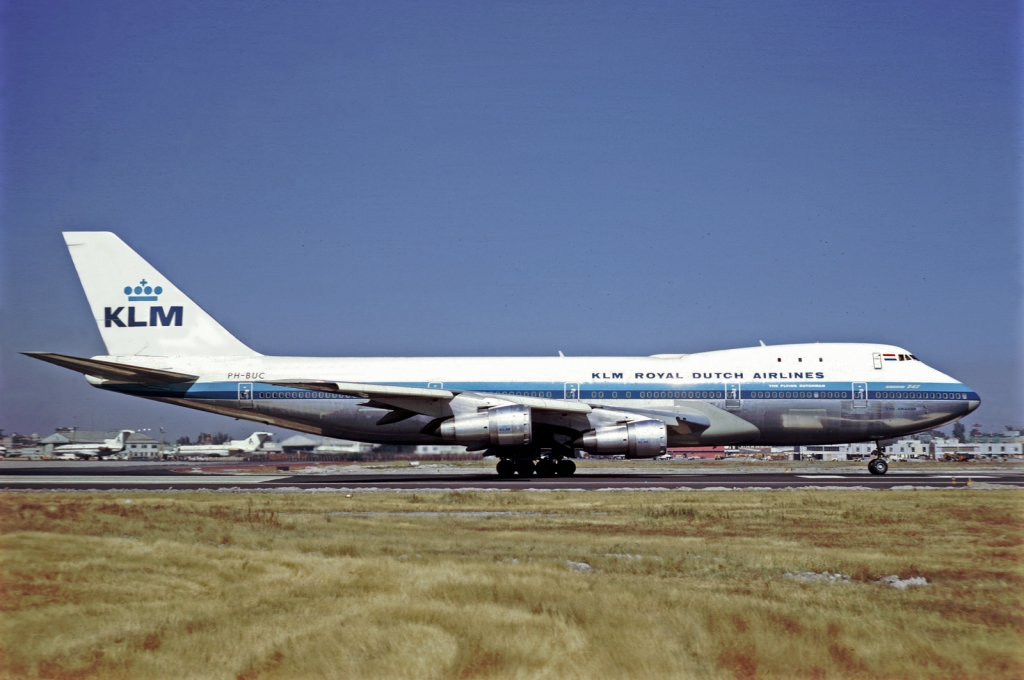
KLM Boeing 747-200 in 1971

Op 27 juni 1967 vond in Seattle de ondertekening plaats van het koopcontact met fabrikant Boeing Company voor levering van drie vliegtuigen van het type 747, inclusief reserveonderdelen. Een investering van ongeveer 300 miljoen gulden. KLM nam bovendien nog eens drie opties. De komst van de Jumbo Jet bracht nogal wat teweeg. Overeenkomstig de afmetingen van dit ineens zoveel grotere vliegtuig moest onder andere een nieuwe hangar worden gebouwd (hangar 11) en de C-pier (zuidpier) verlengd. Ook het vliegtuigtrainingscentrum en de aankomsthal moesten worden uitgebreid.

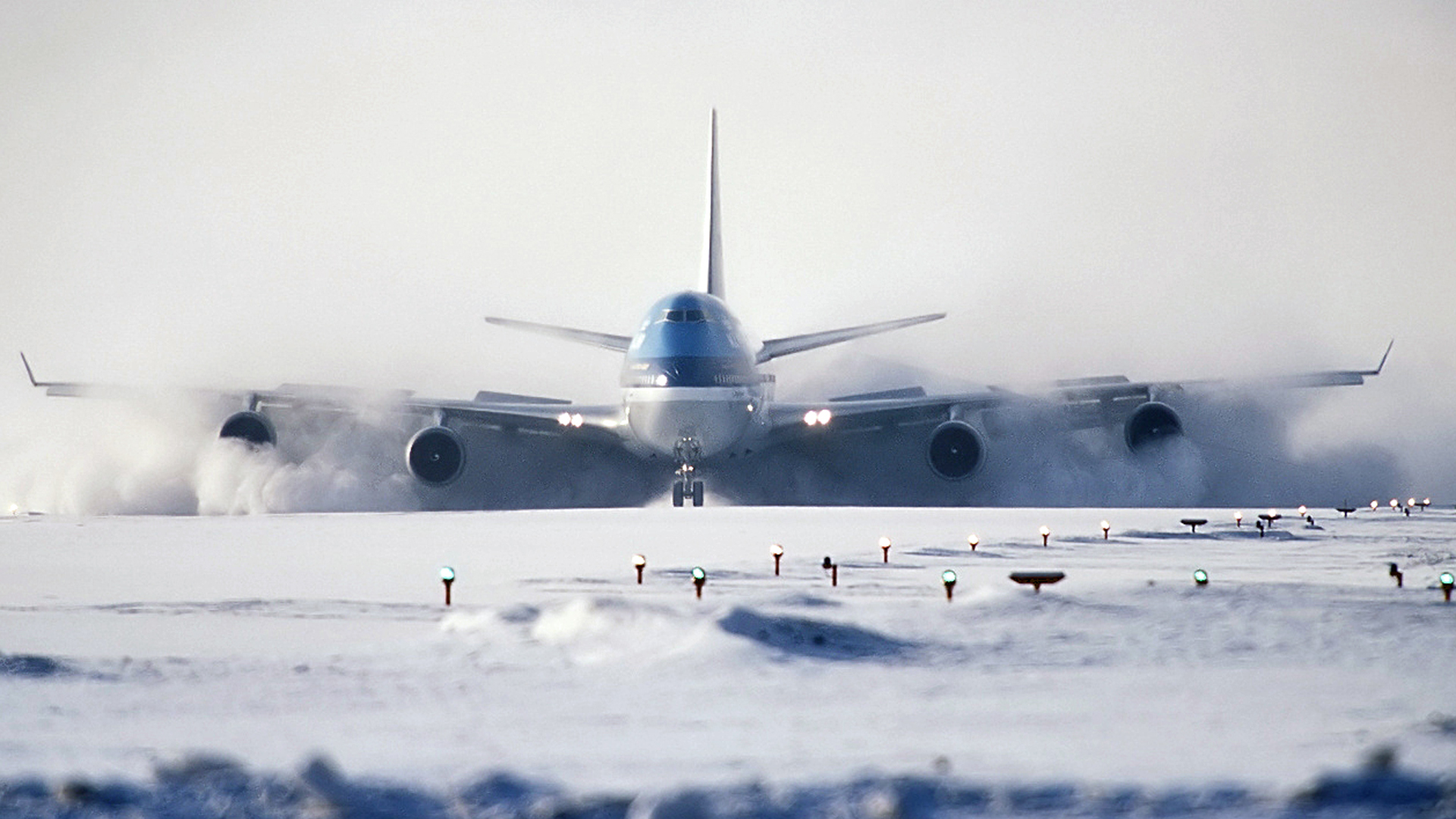
Een 747-400 landt in de sneeuw in Sapporo (2001)

In chronologische volgorde zijn dat de volgende types met bijbehorende registraties: 
- Boeing 747-200B: PH-BUA; PH-BUB; PH-BUC; PH-BUD; PH-BUE; PH-BUF en PH-BUG
- Boeing 747-200M SUD: PH-BUH; PH-BUI; PH-BUK; PH-BUL; PH-BUM; PH-BUN; PH-BUO en PH-BUP (al deze machines zijn oorspronkelijk afgeleverd als "Combi" van het type 747-200M) en later omgebouwd naar de variant met een Stretched Upper Deck)
- Boeing 747-200B SUD: PH-BUR en PH-BUT (deze beide passagiersvliegtuigen zijn oorspronkelijk afgeleverd met het korte bovendek en later voorzien van een Stretched Upper Deck)
- Boeing 747-300M: PH-BUU; PH-BUV en PH-BUW
- Boeing 747-400: PH-BFA; PH-BFB; PH-BFG; PH-BFL en PH-BFN
- Boeing 747-400M: PH-BFC;PH-BFD; PH-BFE; PH-BFF; PH-BFH; PH-BFM; PH-BFI; PH-BFK; PH-BFM; PH-BFO; PH-BFP; PH-BFR; PH-BFS; PH-BFT; PH-BFU; PH-BFV; PH-BFW en PH-BFY (deze laatste is oorspronkelijk afgeleverd als "All Pax" en later omgebouwd in de versie van "Combi")
- Boeing 747-400ERF: PH-CKA; PH-CKB; PH-CKC en PH-CKD

### Naamgeving
De -200 en -300-variant zijn inmiddels bekend onder de naam “Boeing 747 Classic”. In de tijd dat dit type de wereld bevloog werd het ook wel aangeduid als "The Grand Lady". Later werd de 747 door menigeen liefkozend "The Queen of the Skies" genoemd.
De meeste registraties die KLM voor haar vliegtuigen gebruikt hebben betrekking op het merk. Voor haar Boeings begint de lettercombinatie steevast met een B. In geval van de Classic gevolgd door een U en bij de -400-variant door een F, waarna vervolgens bijna het hele alfabet werd afgegaan.
PH-BUJ en BFJ zijn nooit uitgegeven als registratie: de letter J in de registratie wordt bij KLM enkel gebruikt voor schaalmodellen. 
De PH-BUQ en de PH-BUX waren vluchtsimulators met de namen Nills Holgersson en Daidalos; zo ook de PH-BFQ en de PH-BFX met de namen Atlantis en Olympia.
De 747's in haar -200 en -300-serie werden voor wat betreft de "All Pax" voorzien van namen van rivieren, de "Combi's" droegen de namen van luchtvaartpioniers. Alle 747's in de -400 serie kregen plaatsnamen toebedeeld, zij het met uitzondering van de "Freighters" die de naam kregen van schepen uit lang vervlogen tijden.

### Bekende machines uit de Classic-vloot

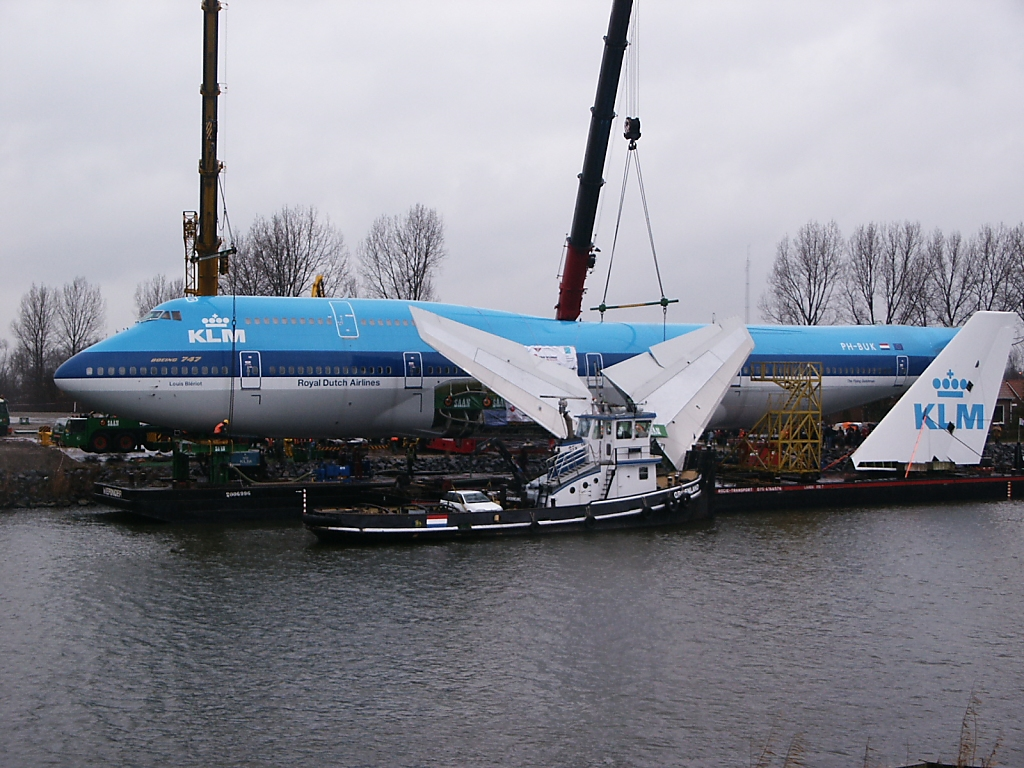
De PH-BUK in 2003 op transport over het water van Schiphol via Amsterdam naar het Aviodrome in Lelystad. De vleugels en staart werden los meegezonden.

- PH-BUA (Missisippi): Op 31 januari 1971 verwelkomde KLM dit toestel als eerste Jumbo Jet in haar vloot. Op 15 februari vertrok de machine voor de eerste lijndienst, met New York als bestemming. Dit was tevens de eerste lijnvlucht ter wereld voor dit vliegtuigtype. Op 25 november 1973 werd deze 747 gekaapt door drie gewapende Palestijnen. Deze vliegtuigkaping kwam zonder bloed vergieten tot een eind op 27 november 1973.
- PH-BUF (Rijn) verongelukte op 27 maart 1977 op het vliegveld van Tenerife tijdens een botsing met de N736PA Clipper Victor.
- PH-BUH (Dr. Albert Plesman) en PH-BUI (Wilbur Wright) werden beide in 1998 omgebouwd van Combi-uitvoering naar Special Freighter-uitvoering.
- PH-BUK (Louis Blériot) staat tentoongesteld op het Aviodrome. De Jumbo is aangekocht voor het symbolische bedrag van 1 euro. Het toestel werd in 2003 op Schiphol ontdaan van motoren, vleugels, staart en stabilo om vervolgens over de weg en over het water via Amsterdam naar het Aviodrome in Lelystad te worden vervoerd om daar weer in elkaar te worden gezet.
- PH-BUP (Ganges) ging als eerste 747-200M terug naar naar de Boeing-fabriek om een zogenaamde 'openrugoperatie' te ondergaan ten behoeve van een ombouw tot SUD (Stretched Upper Deck), zoals bij de 747-300 en 747-400. Nog negen andere machines van dit type volgden.
- PH-BUW (Leonard da Vinci) keerde na uitfasering door KLM op 29 april 2003 weer terug in het luchtruim als PZ-TCM in dienst van de Surinaamse Luchtvaart Maatschappij(SLM). In de periode van 2 februari 2004 tot 9 juli 2009 deed de Jumbo Luchthaven Schiphol frequent aan. Op 18 juni 2010 maakte de machine de laatste vlucht naar Pinal Airpark waar de ontmanteling wachtte.

### Versneld afscheid
Toen de coronapandemie uitbrak nam KLM, evenals veel andere luchtvaartmaatschappijen, versneld afscheid van haar laatste 747's voor passagiersvervoer met het buiten dienst stellen van haar laatste zeven toestellen in maart 2020. Drie exemplaren daarvan werden echter vervolgens alsnog zeven maanden uitsluitend gebruikt voor vrachtvervoer, het betrof de "Combi's" PH-BFT (Tokyo), PH-BFV (Vancouver) en PH-BFW (Shanghai). Op 25 oktober 2020 werden de laatste vluchten uitgevoerd met de PH-BFV en PH-BFW.

### Uitfasering Boeing 747-400-vloot
- Ontmanteld
  - Teruel Airport: De Jumbo's met registratie PH-BFM (Mexico), PH-BFO (Orlando), BFP (Paramaribo), PH-BFA (Atlanta), PH-BFC (Calgary), PH-BFU (Beijing), PH-BFI (Jakarta) en PH-BFH (Hong Kong) zijn uitgefaseerd en overgevlogen naar Teruel in Spanje. De BFM maakte hier in 2015 haar laatste landing ooit; de BFO, BFP en BFA volgden in 2016, de BFC arriveerde er in 2018, de BFU en de BFI volgden in 2019, de BFH ging erheen in 2020. Al deze machines wachtte de draadzaag.
  - Twente Airport: De PH-BFR (Rio de Janeiro) en de PH-BFF (Freetown) zijn in 2017 en 2018 overgevlogen naar Twente Airport waar het recyclebedrijf AELS in 2018 beide machines volledig stripte en ontmantelde.
  - Mojave Air and Space Port: De PH-BFK (Karachi), PH-BFD (Dubai), PH-BFS (Seoul), PH-BFY (Johannesburg), PH-BFN (Nairobi) en PH-BFL (Lima) zijn alle zes naar Mojave overgevlogen, de eerste in 2016, de tweede in 2017, de overige in 2020. Zij staan in deels ontmantelde toestand in de woestijn.
  - Melbourne: De PH-BFE (Melbourne) is in 2017 naar een ontmantelingsbedrijf in Melbourne (Verenigde Staten) gegaan. De naam van deze Jumbo verwijst naar het Australische Melbourne.
  - Kemble (Cotswold Airport): De PH-BFG (Guayaguil) is in 2019 overgevlogen naar Kemble (Verenigd Koninkrijk) en daar uit elkaar gehaald.

- Tentoongesteld
  - De PH-BFB is verkocht aan Corendon waarna de machine in Rome is overgespoten in Corendon-kleuren. In februari 2019 is dit vliegtuig bij het Corendon Village Hotel in Badhoevedorp als pronkstuk geplaatst. In drie nachten werd het op een trailer met 192 wielen naar de nieuwe standplaats overgebracht en passeerde hierbij 17 sloten, 15 weilanden, meerdere bruggen en de snelweg A9.

- Nieuwe eigenaar
  - De PH-BFT, PH-BFV en PH-BFW zijn verkocht aan Longtail. In 2020 werd de PH-BFT overgevlogen naar Kansas City, met de BFW ging het in 2021 richting Tel Aviv en met de PH-BFV op 15 maart 2021 naar Teruel in Spanje. Dit was tevens de allerlaatste vlucht van KLM met een 747-400. Korte tijd deden zowel de PH-BFV als de PH-BFW vervolgens dienst bij JetOneX als respectievelijk VQ-BWM en VQ-BWL. Eerstgenoemde is in 2022 overgevlogen naar Southern California Logistics Airport, Victorville, de laatstgenoemde naar Kemble.
  - De PH-CKD werd op 17 februari 2015 als VQ-BWW actief in de vloot van AirBridgeCargo. Als gevolg van de sancties naar aanleiding van de Russische invasie van Oekraïne staat de vloot van de Russische luchtvaartmaatschappij sinds maart 2022 op non-actief. De Jumbo in kwestie staat geparkeerd op Luchthaven Sjeremetjevo.

## Martinair

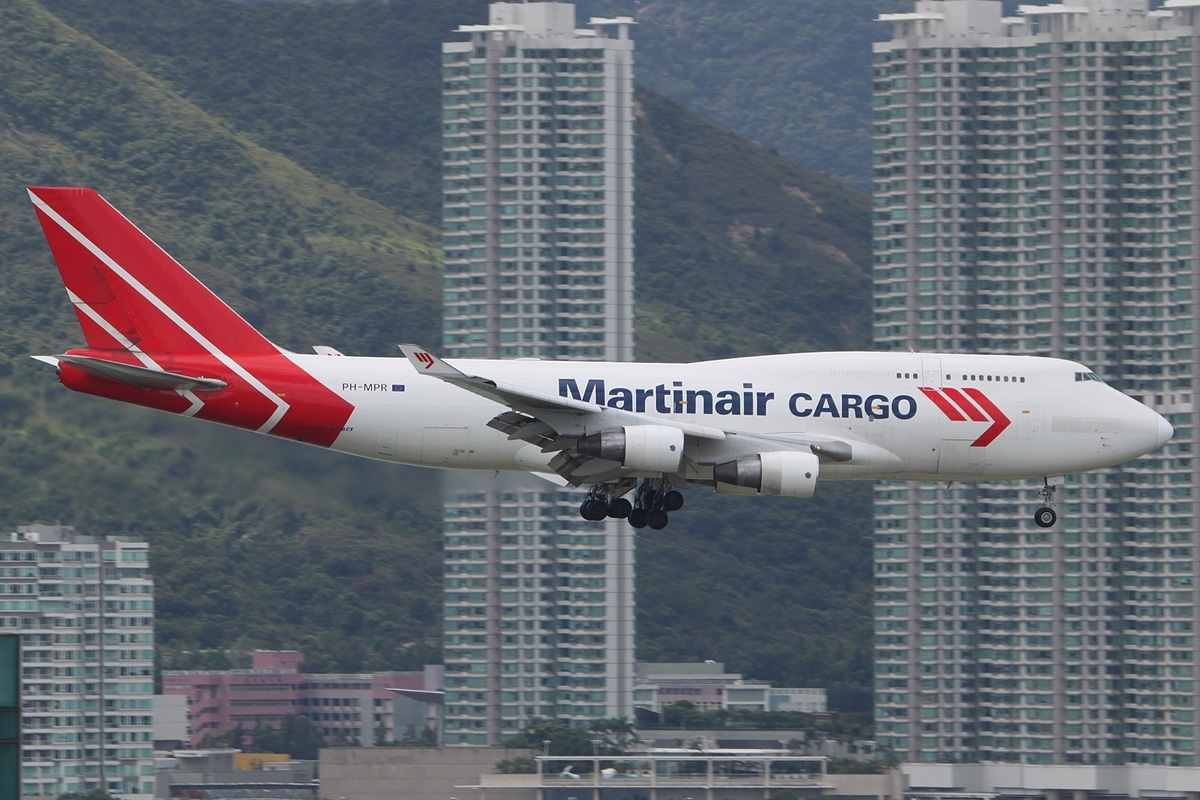
Martinair Cargo PH-MPR, tijdens de nadering op Hong Kong (Chek Lap Kok International Airport)

Martinair least drie 747-400ERF's van KLM: de PH-CKA (Eendracht), de PH-CKB (Leeuwin) en de PH-CKC (Oranje). Tot 2015 werd ook de PH-CKD (Wapen van Amsterdam) nog van KLM geleaset.
Daarnaast opereert de vrachtmaatschappij nog met één eigen 747-400BCF, de PH-MPS. Van de drie andere die eerder deel uitmaakten van de vloot, vliegt de PH-MPR sinds 2018 bij Kalitta Air als N703CK na dit eerder te hebben gedaan als TF-AMF voor Air Atlanta Icelandic. De twee andere 747-400BCF's die Martinair eerder toebehoorden, de PH-MPP en de PH-MPQ, werden enkele jaren uitgeleend aan het inmiddels failliete Air Cargo Germany om vervolgens langdurig te worden geparkeerd op Teruel (Spanje). De eerste hiervan wachtte daar uiteindelijk de slopershamer, de andere werd weer geheel luchtwaardig gemaakt om als EW-511TQ te gaan vliegen bij Rubystar. Vervolgens is het toestel opgenomen in de vloot van respectievelijk Longtail Aviation en Air Atlanta Icelandic, waarbij de registratie achtereenvolgens veranderde in VQ-BWT en TF-AMJ. De machine doet dienst voor JetOneX.
Eerder in de geschiedenis vloog Martinair met twee 747-200C's, de PH-MCE en de PH-MCF, en een volledig vrachttoestel 747-200F, de PH-MCN.